# 双岗街道
双岗街道，是中华人民共和国安徽省合肥市庐阳区下辖的一个乡镇级行政单位。

## 行政区划
双岗街道下辖以下地区：
钢铁新村社区、绿都花园社区、大岗社区、小岗社区、劳动村社区、五河新村社区、濉溪新村社区、白水坝社区、高河埂社区、深圳花园社区和一里井社区。